# Меліццано
Меліццано (італ. Melizzano) — муніципалітет в Італії, у регіоні Кампанія, провінція Беневенто.
Меліццано розташоване на відстані близько 190 км на південний схід від Рима, 45 км на північний схід від Неаполя, 24 км на захід від Беневенто.
Населення — 1915 осіб (2014).
Покровитель — святий Петро.

## Демографія
Населення за роками:

Станом на 1 січня 2023 року в муніципалітеті офіційно проживало 66 іноземців з 14 країн, серед них 41 громадянин країн Євросоюзу та 5 громадян України.

## Сусідні муніципалітети
- Аморозі
- Кастель-Кампаньяно
- Дуджента
- Фрассо-Телезіно
- Солопака
- Телезе-Терме